# Iglesia de San Salvador de Predanies
La iglesia de San Salvador de Predanies se encuentra en la población de Prats y Sampsor en la comarca de la Baja Cerdaña (España).

## Historia
Sale documentada en los daños causados por las tropas cátaras del conde Raimundo Roger I de Foix y del vizconde de Castellbó durante el año 1198, que asaltaron y saquearon la iglesia de Sancti Salvatoris de Predanies. Reconstruyéndose a últimos del siglo XII con una bóveda de piedra y con contrafuertes laterales exteriores.

## Edificio
Consta de una única nave con bóveda de cañón de medio punto y un ábside semicircular con bóveda de cuarto de esfera y una pequeña ventana de aspillera.
La puerta original se encuentra en el muro del mediodía con arco de medio punto realizado con dovelas rústicas. La puerta de entrada principal con un pequeño óculo y el campanario de espadaña en la misma fachada, son modificaciones posteriores.
En el año 1963, después de una nueva restauración, se consagró el altar por el abad Escarré del Montserrat.